# Casa Branca (Sousel)

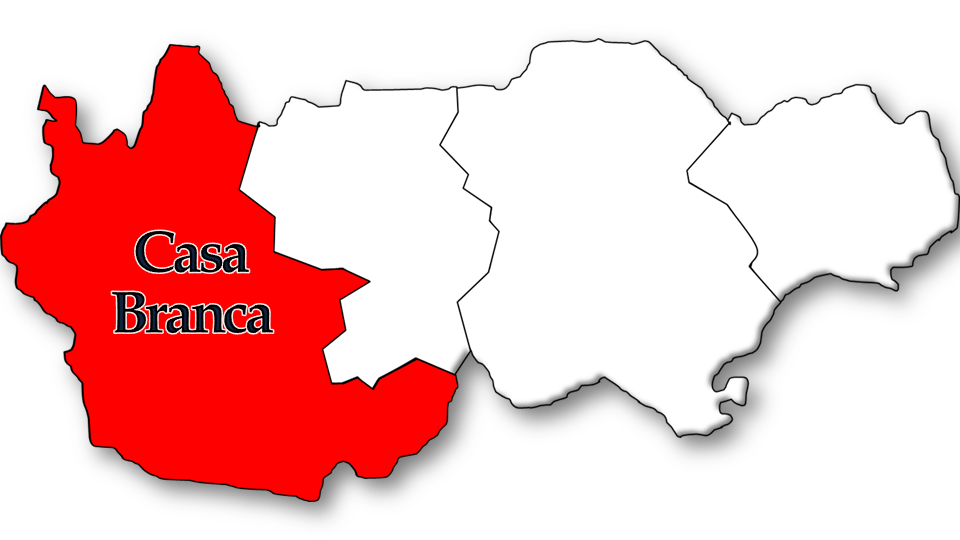
Localização no Município de Sousel

Casa Branca é uma povoação portuguesa sede da Freguesia de Casa Branca do Município de Sousel, freguesia com 100,83 km² de área e 981 habitantes (censo de 2021), tendo, por isso, uma densidade populacional de 9,7 hab./km².

## Demografia
A população registada nos censos foi:
| Distribuição da População por Grupos Etários | Distribuição da População por Grupos Etários | Distribuição da População por Grupos Etários | Distribuição da População por Grupos Etários | Distribuição da População por Grupos Etários |
| -------------------------------------------- | -------------------------------------------- | -------------------------------------------- | -------------------------------------------- | -------------------------------------------- |
| Ano                                          | 0-14 Anos                                    | 15-24 Anos                                   | 25-64 Anos                                   | > 65 Anos                                    |
| 2001                                         | 164                                          | 173                                          | 645                                          | 410                                          |
| 2011                                         | 136                                          | 120                                          | 583                                          | 393                                          |
| 2021                                         | 87                                           | 73                                           | 446                                          | 375                                          |